# Liste der Studiengänge an der Universität Stuttgart
Von der Universität Stuttgart wird eine breite Palette von Bachelor- und Masterstudiengängen sowie Lehramtsstudiengängen aus den Ingenieurwissenschaften, den Naturwissenschaften (einschließlich Mathematik), den Sprach- und Kulturwissenschaften sowie den Wirtschafts- und Sozialwissenschaften angeboten. Diese sind in der nachfolgenden Liste aufgeführt. Insgesamt sind dies – Stand Juni 2019 – 71 Bachelor- und 98 Master-Studiengänge. 16 der Masterstudiengänge sind ganz bzw. teilweise englischsprachig, drei kombiniert deutsch- und französischsprachig.

## Ingenieurwissenschaften
- Air Quality Control, Solid Waste and Waste Water Process Engineering (WASTE), M.Sc. (englisch) (seit 2002)
- Architektur und Stadtplanung, B.Sc. und M.Sc.
- Artificial Intelligence and Data Science. M.Sc. (seit 2022)
- Autonome Systeme, M.Sc. (seit 2019)
- Bauingenieurwesen, B.A. (Nebenfach)
- Bauingenieurwesen, B.Sc. und M.Sc.
- Bauphysik und Umweltgerechtes Bauen, Master:Online (berufsbegleitend) (ehemals Bauphysik) (seit 2007)
- Chemie- und Bioingenieurwesen, B.Sc. (ehemals Verfahrenstechnik)
- Computational Linguistics, M.Sc. (englisch) (ehemals Computerlinguistik) (seit 1991)
- Computational Mechanics of Materials and Structures (COMMAS), M.Sc. (englisch) (seit 2000)
- Computer Science, M.Sc. (englisch) (seit 2013)
- Data Science, B.Sc. (seit 2016)
- Electrical Engineering, M.Sc. (englisch) (seit 2019)
- Elektromobilität, M.Sc. (seit 2012)
- Elektrotechnik und Informationstechnik, B.A. (Nebenfach)
- Elektrotechnik und Informationstechnik, B.Sc. und M.Sc.
- Energietechnik, M.Sc. (seit 2011)
- Erneuerbare Energien, B.Sc. (seit 2009)
- Fahrzeugtechnik, B.Sc. und M.Sc. (ehemals Fahrzeug- und Motorentechnik) (seit 1998)
- Geodäsie und Geoinformatik, B.Sc. und M.Sc. (ehemals Vermessungswesen)
- Geomatics Engineering (GEOENGINE), M.Sc. (englisch) (seit 2006)
- Immobilientechnik und Immobilienwirtschaft, B.Sc. und M.Sc. (seit 2001)
- Informatik, B.A. (Nebenfach)
- Informatik, B.Sc. und M.Sc. (seit 1970)
- Informatik Lehramt, B.A. und M.Ed.
- Information Technology (INFOTECH), M.Sc. (englisch) (seit 1999)
- Infrastructure Planning (MIP), M.Sc. (englisch) (seit 1983)
- Integrated Urbanism and Sustainable Design (IUSD), M.Sc. (englisch) (seit 2011)
- Integrative Technologies and Architectural Design Research (ITECH), M.Sc. (englisch) (seit 2013)
- International Construction: Practice and Law, Master:Online (berufsbegleitend) (seit 2014)
- Intra- und Entrepreneurship (tech), Master:Online (berufsbegleitend) (seit 2016)
- Logistikmanagement, Master:Online (berufsbegleitend) (seit 2007)
- Luft- und Raumfahrttechnik, B.Sc. und M.Sc. (seit 1956)
- Maschinelle Sprachverarbeitung, B.Sc. (ehemals Computerlinguistik) (seit 1991)
- Maschinenbau, B.Sc. und M.Sc.
- Maschinenbau/Mechanical Engineering, M.Sc. (teilweise englisch)
- Maschinenbau/Mikrotechnik, Gerätetechnik und Technische Optik, M.Sc.
- Maschinenbau/Produktentwicklung und Konstruktionstechnik, M.Sc.
- Maschinenbau/Werkstoff- und Produktionstechnik, M.Sc.
- Maschinenwesen, B.A. (Nebenfach)
- Mechatronik, B.Sc. und M.Sc. (ehemals Automatisierungstechnik in der Produktion) (seit 1997)
- Medieninformatik, B.Sc. (seit 2014)
- Medizintechnik, B.Sc. und M.Sc. (seit 2010)
- Nachhaltige Elektrische Energieversorgung, M.Sc. (seit 2011)
- Photonic Engineering, M.Sc. (seit 2013)
- Real Estate Management (REM), M.Sc. (berufsbegleitend) (seit 2014)
- Simulation Technology, B.Sc. und M.Sc. (seit 2010)
- Software Engineering, B.Sc. und M.Sc. (ehemals Softwaretechnik) (seit 1996)
- Technikpädagogik, B.Sc. und M.Sc. (seit 1991)
- Technische Kybernetik, B.Sc. und M.Sc. (seit 1971)
- Technologiemanagement, B.Sc. und M.Sc. (seit 2000)
- Umweltschutztechnik, B.Sc. und M.Sc. (seit 1994)
- Verfahrenstechnik, M.Sc.
- Verkehrsingenieurwesen, B.Sc. und M.Sc. (seit 2012)
- Water Resources Engineering and Management (WAREM), M.Sc. (englisch) (seit 1997)

## Naturwissenschaften und Mathematik
- Chemie, B.A. (Nebenfach)
- Chemie, B.Sc. und M.Sc.
- Chemie Lehramt, B.A. und M.Ed.
- Lebensmittelchemie, B.Sc. und M.Sc.
- Materialwissenschaft, B.Sc. (ehemals Metallkunde bzw. Werkstoffwissenschaft) (seit 1976)
- Materialwissenschaft (Materials Science), M.Sc. (englisch)
- Mathematik, B.A. (Nebenfach)
- Mathematik, B.Sc und M.Sc.
- Mathematik Lehramt, B.A. und M.Ed.
- Naturwissenschaft und Technik Lehramt, B.A. und M.Ed. (seit 2010)
- PHYSICS, M.Sc. (englisch)
- Physik Lehramt, B.A. und M.Ed.
- Physik, B.A. (Nebenfach)
- Physik, B.Sc. und M.Sc.
- Technische Biologie, B.Sc. und M.Sc. (seit 1987)

## Sprach- und Kulturwissenschaften
- Anglistik, B.A. (Hauptfach, Nebenfach)
- English and American Studies / English Linguistics, M.A. (ehemals Anglistik, M.A.)
- Computational Linguistics, M.Sc. (englisch)
- Deutsch Lehramt, B.A. und M.Ed.
- Digital Humanities, M.A. (seit 2015)
- Englisch Lehramt, B.A. und M.Ed.
- Französisch Lehramt, B.A. und M.Ed.
- Germanistik, B.A. (Hauptfach, Nebenfach)
- Geschichte Lehramt, B.A. und M.Ed.
- Geschichte der Naturwissenschaft und Technik, B.A. (Hauptfach, Nebenfach)
- Geschichte. Quellen und Deutungen, M.A.
- Geschichte. Zeit – Raum – Mensch, B.A. (Hauptfach, Nebenfach)
- Italienisch Lehramt, B.A. und M.Ed.
- Kunstgeschichte, B.A. und M.A.
- Kunstgeschichte, B.A. (Nebenfach)
- Linguistik, B.A. (Hauptfach, Nebenfach)
- Literaturwissenschaft: Germanistik, M.A. (seit 2006)
- Maschinelle Sprachverarbeitung, B.Sc. (ehemals Computerlinguistik) (seit 1991)
- Philosophie, B.A. und M.A.
- Philosophie, B.A. (Nebenfach)
- Philosophie/Ethik Lehramt, B.A. und M.Ed.
- Romanistik, B.A. und M.A.
- Romanistik, B.A. (Nebenfach)
- Sprachtheorie und Sprachvergleich, M.A. (seit 2009)
- Wissenskulturen, M.A. (seit 2010)

## Wirtschafts- und Sozialwissenschaften
- Berufspädagogik/Technikpädagogik, B.A. (Hauptfach, Nebenfach)
- Berufspädagogik und Personalentwicklung, M.A. (seit 2021)
- Betriebswirtschaftslehre, B.A. (Nebenfach)
- Betriebswirtschaftslehre, M.Sc. (seit 2015)
- Betriebswirtschaftslehre technisch orientiert, B.Sc. und M.Sc. (seit 1974)
- Bewegungswissenschaft, B.Sc.
- Bewegungswissenschaft und Biomechanik, M.Sc. (seit 2020)
- Empirische Politik- und Sozialforschung, M.A. (seit 2006)
- Empirische Politik- und Sozialforschung, M.A. (teilweise französisch) (seit 2006)
- Planung und Partizipation, M.Sc. (seit 2013)
- Politikwissenschaft Lehramt, B.A. und M.Ed.
- Politikwissenschaft, B.A. (Nebenfach)
- Sozialwissenschaften, B.A. (seit 2003)
- Sozialwissenschaften, B.A. (teilweise französisch) (seit 1998)
- Soziologie, B.A. (Nebenfach)
- Sport Lehramt, B.A. und M.Ed.
- Sportwissenschaft, B.A. (Nebenfach)
- Sportwissenschaft: Soziologie und Management, B.A. und M.A. (seit 2017)
- Volkswirtschaftslehre, B.A. (Nebenfach)
- Wirtschaftsinformatik, B.Sc. und M.Sc. (seit 2001)
- Wirtschaftswissenschaft Lehramt, B.A. und M.Ed. (seit 2015)

## Lehramtsstudiengänge
An der Universität Stuttgart können die Fächer Informatik, Chemie, Mathematik, Naturwissenschaft und Technik, Physik, Deutsch, Englisch, Französisch, Geschichte, Italienisch, Philosophie/Ethik, Politikwissenschaft, Sport und Wirtschaftswissenschaft studiert werden. Das Fach Biologie wird in Kooperation mit der Universität Hohenheim, das Fach Bildende Kunst in Kooperation mit der Staatlichen Akademie der Bildenden Künste Stuttgart und das Fach Musik in Kooperation mit der Hochschule für Musik und Darstellende Kunst Stuttgart angeboten. Ein Studium der Fächer Latein, Griechisch, Religion und Spanisch ist an der Universität Stuttgart nicht möglich, das Fach Geographie wird seit 2004 nicht mehr angeboten.

## Master: Online-Weiterbildungsstudiengänge
Um dem wachsenden Markt für Weiterbildungsstudiengänge gerecht zu werden, bietet die Universität Stuttgart seit 2007 die Master:Online Studiengänge an. Diese vom Ministerium für Forschung, Wirtschaft und Kunst aufgrund ihrer Innovativität in der Startphase geförderten Studiengänge richten sich an Bachelor- und Diplomabsolventen mit mindestens zweijähriger Berufserfahrung und können durch das Blended Learning Konzept berufsbegleitend studiert werden. 80 % der Studieninhalte werden online von zu Hause erlernt, was durch eine enge Begleitung von Tutoren und diversen unterstützenden Technologien wie virtuellen Klassenzimmern und Foren ermöglicht wird. Momentan werden folgende Studiengänge angeboten:
- seit 2007: Bauphysik und Umweltgerechtes Bauen
- seit 2007: Logistikmanagement
- seit 2014: International Construction: Practice and Law
- seit 2016: Intra- und Entrepreneurship (tech)

## Ehemalige Studiengänge
- Mineralogie (bis 2002)
- Geologie (bis 2003)
- Geographie (bis 2004)
- Allgemeine und Vergleichende Literaturwissenschaft (bis 2005)
- Computational Physics, B.Sc. (2001–2007)
- Technische Geowissenschaften (2002–2004)
- Technisch orientierte Volkswirtschaftslehre (2002–2004)
- Praxisorientierte Kulturphilosophie, M.A. (teilweise französisch) (2005–2020)
- Literaturwissenschaft: Anglistik, M.A. (2006–2009)
- Integrierte Gerontologie, Master:Online (berufsbegleitend) (2010–2016)
- Akustik, Master:Online (berufsbegleitend) (2015–2022)

## Nachweise
1. ↑  Auflistung aller Studiengänge der Universität auf den Seiten der Zentralen Studienberatung